# Sân bay Namsos, Høknesøra
Sân bay Namsos, Høknesøra (IATA: TRD, ICAO: ENNM) (tiếng Na Uy: Namsos lufthavn, Høknesøra) là một sân bay khu vực ở Namsos, Nord-Trøndelag, Na Uy. Sân bay này là nơi hoạt động của Widerøe với máy bay Dash 8 theo hợp đồng nghĩa vụ dịch công cộng với Bộ Giao thông Vận tải Na Uy. Năm 2005, sân bay này đã phục vụ 18.838 lượt khách.

## Các hãng hàng không và tuyến bay
- Widerøe (Mo i Rana, Mosjøen, Rørvik, Trondheim)